# Ingo Haar
Ingo Haar (* 3. Februar 1965) ist ein deutscher Historiker, der sich schwerpunktmäßig mit der Geschichte der Wissenschaften – insbesondere der Geschichtswissenschaft und Demografie – in der Zeit des Nationalsozialismus befasst.

## Leben
Ingo Haar studierte Geschichte, Germanistik und Politik an der Freien Universität Berlin und an der Universität Hamburg. Er schloss das Studium an der Universität Hamburg 1993 mit dem Magister Artium ab. Nach Forschungstätigkeiten an der Universität Halle für Heinz-Gerhard Haupt war er ab 1994 ein Stipendiat der Landesgraduiertenförderung Sachsen-Anhalt und des Hamburger Instituts für Sozialforschung im Arbeitsbereich „Theorie und Geschichte der Gewalt“. In Halle wurde er 1998 bei Haupt mit der Arbeit Historiker im Nationalsozialismus: die deutsche Geschichtswissenschaft und der »Volkstumskampf« im Osten promoviert. Ab 1998 folgten Gastaufenthalte bei der Präsidentenkommission der Max-Planck-Gesellschaft zur Geschichte der Kaiser-Wilhelm-Gesellschaft im Nationalsozialismus sowie im Leipziger Sonderforschungsbereich „Regionenbezogene Identifikationsprozesse: Das Beispiel Sachsen“. 2001 arbeitete er in der Historikerkommission der Republik Österreich mit. Von 2002 bis 2007 war er als Wissenschaftlicher Mitarbeiter mit dem DFG-Projekt Wissenschaft – Bevölkerung – Politik. Kontinuitäten und Brüche demographischen Denkens und Handelns (1918–1960) am Lehrstuhl für Demographie der Humboldt-Universität Berlin und im Zentrum für Antisemitismusforschung der Technischen Universität Berlin befasst. Anschließend leitete er bis 2010 am Institut für Wirtschafts- und Sozialgeschichte der Universität Wien das Projekt Jüdische Migration und Integration in Wien und Berlin (1867/71–1918) im Lise-Meitner-Programm des FWF der Republik Österreich.
Seine Forschungsschwerpunkte sind die Wissenschaftsgeschichte des 20. Jahrhunderts, Holocaustforschung, die Geschichte der Zwangsmigration in Europa und die Sozialgeschichte deutscher Eliten.
Das durch Ingo Haar und Michael Fahlbusch herausgegebene Buch German Scholars and Ethnic Cleansing, 1918–1945 wurde 2005 in den USA mit dem „Choice Outstanding Book Of The Year Award“ ausgezeichnet.
Haar ist Gründungsmitglied des Vereins Geschichte und Zukunft e. V. Der Verein fördert wissenschaftliche Publikationen zur Auseinandersetzung mit den völkischen Wissenschaften unter nationalsozialistischer Herrschaft.

## Kontroversen
Haar wurde mit der These öffentlich bekannt, die durch den Bund der Vertriebenen (BdV) angegebene Anzahl von zwei Millionen deutschen Todesopfern durch die Vertreibungen aus Mittel- und Osteuropa nach dem Zweiten Weltkrieg sei überhöht. Er schätzt die tatsächliche Opferzahl auf 500.000 bis 600.000 Menschen. Seiner Ansicht nach basieren die Angaben des BdV auf politisch motivierten Erhebungen aus den 1950er Jahren. Die Präsidentin des BdV Erika Steinbach veröffentlichte daraufhin am 17. November 2006 eine Pressemitteilung mit der Schlagzeile „Haar“-sträubende Zahlenklitterung des Historikers Ingo Haar.
Der Historiker Heinrich August Winkler warf Haar vor, in seiner Dissertation gravierende Fehler bei der Datierung einer Rede Hans Rothfels’ gemacht zu haben, die gegen die „elementarsten Grundregeln eines kritischen Umgangs mit Quellen verstoßen“ würden. Diese Kritik löste eine Debatte aus, die unter anderem in den Vierteljahrsheften für Zeitgeschichte geführt wurde.

## Schriften (Auswahl)
Monographien
- Historiker im Nationalsozialismus. Deutsche Geschichtswissenschaft und der »Volkstumskampf« im Osten (= Kritische Studien zur Geschichtswissenschaft. 143). Vandenhoeck & Ruprecht, Göttingen 2000, ISBN 3-525-35942-X (Zugleich: Halle, Universität, Dissertation, 1998).
- Jüdische Migration und Diversität in Wien und Berlin 1667/71–1918. Von der Vertreibung der Juden Wiens und ihrer Wiederansiedlung in Berlin bis zum Zionismus. Wallstein, Göttingen 2022, ISBN 978-3-8353-4700-7.

Herausgeberschaften
- mit Michael Fahlbusch: German Scholars and Ethnic Cleansing. 1919–1945. Berghahn Books, New York u. a. 2005, ISBN 1-57181-435-3.
- mit Michael Fahlbusch: Handbuch der völkischen Wissenschaften. Personen – Institutionen – Forschungsprogramme – Stiftungen. Saur, München 2008, ISBN 978-3-598-11778-7.
- mit Michael Fahlbusch: Völkische Wissenschaften und Politikberatung im 20. Jahrhundert. Expertise und „Neuordnung“ Europas. Schöningh, Paderborn u. a. 2010, ISBN 978-3-506-77046-2.
- mit Michael Fahlbusch und Alexander Pinwinkler: Handbuch der völkischen Wissenschaften. Akteure, Netzwerke, Forschungsprogramme. Unter Mitarbeit von David Hamann. 2 Bände. 2., grundlegend erweiterte und überarbeitete Auflage. De Gruyter Oldenbourg, Berlin 2017, ISBN 978-3-11-043891-8.
- mit Michael Fahlbusch, Anja Lobenstein-Reichmann u. a. (Hrsg.): Völkische Wissenschaften. Ursprünge, Ideologien und Nachwirkungen. De Gruyter-Verlag, Berlin/Boston 2020, ISBN 978-3-11-065272-7.

Aufsätze
- Die Genesis der Endlösung aus dem Geiste der Wissenschaften: Volksgeschichte und Bevölkerungspolitik im Nationalsozialismus. In: Zeitschrift für Geschichtswissenschaft. Bd. 49, 2001, S. 13–31.
- „Volksgeschichte“ und Königsberger Milieu. Forschungsprogramme zwischen Revisionspolitik und nationalsozialistischer Vernichtungsplanung. In: Hartmut Lehmann, Otto Gerhard Oexle (Hrsg.): Nationalsozialismus in den Kulturwissenschaften. Band 1: Fächer – Milieus – Karrieren (= Veröffentlichungen des Max-Planck-Instituts für Geschichte. 200). Vandenhoeck & Ruprecht, Göttingen 2004, ISBN 3-525-35198-4, S. 169–210.
- Friedrich Valjavec. Ein Historikerleben zwischen den Wiener Schiedssprüchen und der Dokumentation der Vertreibung. In: Lucia Scherzberg (Hrsg.): Theologie und Vergangenheitsbewältigung. Eine kritische Bestandsaufnahme im interdisziplinären Vergleich. Schöningh, Paderborn u. a. 2005, ISBN 3-506-72934-9, S. 103–119.
- „Sudetendeutsche“ Bevölkerungsfragen zwischen Minderheitenkampf und Münchener Abkommen: Zur Nationalisierung und Radikalisierung deutscher Wissenschaftsmilieus in der Tschechoslowakischen Republik 1919–1939. In: Historical Social Research. Bd. 31, Nr. 4, 2006, S. 236–262, JSTOR:20762170.
- Biopolitische Differenzkonstruktionen als bevölkerungspolitisches Ordnungsinstrument in den Ostgauen. Raum- und Bevölkerungsplanung im Spannungsfeld zwischen regionaler Verankerung und zentralstaatlichem Planungsanspruch. In: Jürgen John, Horst Möller, Thomas Schaarschmidt (Hrsg.): Die NS-Gaue. Regionale Mittelinstanzen im zentralistischen „Führerstaat“. Oldenbourg, München 2007, ISBN 978-3-486-58086-0, S. 105–122.
- „Bevölkerungsbilanzen“ und „Vertreibungsverluste“. Zur Wissenschaftsgeschichte der deutschen Opferangaben aus Flucht und Vertreibung. In: Herausforderung Bevölkerung. Zu Entwicklungen des modernen Denkens über die Bevölkerung vor, im und nach dem „Dritten Reich“. VS – Verlag für Sozialwissenschaften, Wiesbaden 2007, ISBN 978-3-531-15556-2, S. 267–281.
- Демографическая конструкция „потерь от изгнания“: состояние исследования, проблемы, перспективы. In: Европа. Bd. 7, Nr. 3 = 24, 2007, S. 113–133.
- Die deutschen „Vertreibungsverluste“ – Zur Entstehungsgeschichte der „Dokumentation der Vertreibung“. In: Tel Aviver Jahrbuch für deutsche Geschichte. Bd. 35, 2007, S. 251–272.
- Die deutschen ‚Vertreibungsverluste‘ – Forschungsstand, Kontexte und Probleme. In: Rainer Mackensen, Jürgen Reulecke, Josef Ehmer (Hrsg.): Ursprünge, Arten und Folgen des Konstrukts „Bevölkerung“ vor, im und nach dem „Dritten Reich“. Zur Geschichte der deutschen Bevölkerungswissenschaft. VS – Verlag für Sozialwissenschaften, Wiesbaden 2009, ISBN 978-3-531-16152-5, S. 363–381.